# 黒部市役所
黒部市役所（くろべしやくしょ）は、日本の地方公共団体である黒部市の組織が入り執行機関としての事務を行う施設（役所）。

## 概要
富山県黒部市の市役所として造られた。黒部市政の中心である。2015年に黒部市立三日市小学校旧校舎跡地に竣工した現在の庁舎には黒部市保健センターも併設されている。また、敷地内には黒部市指定文化財の天然記念物であるソメイヨシノ『百年桜』がある。これは1907年に植樹され、三日市小学校の校舎が1923年に移転される際に移植されたものである。

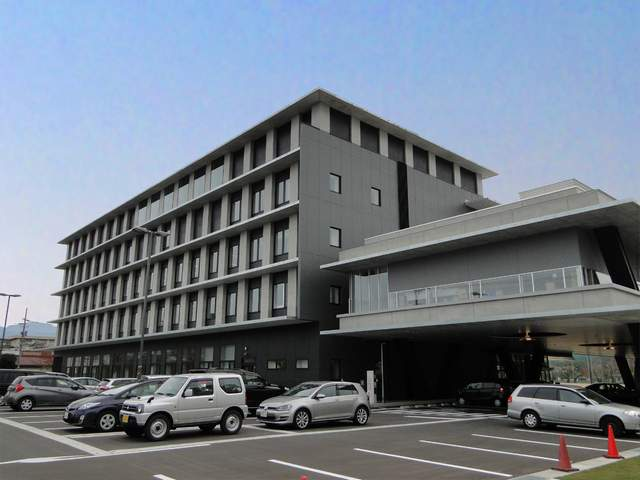
黒部市庁舎と北側駐車場
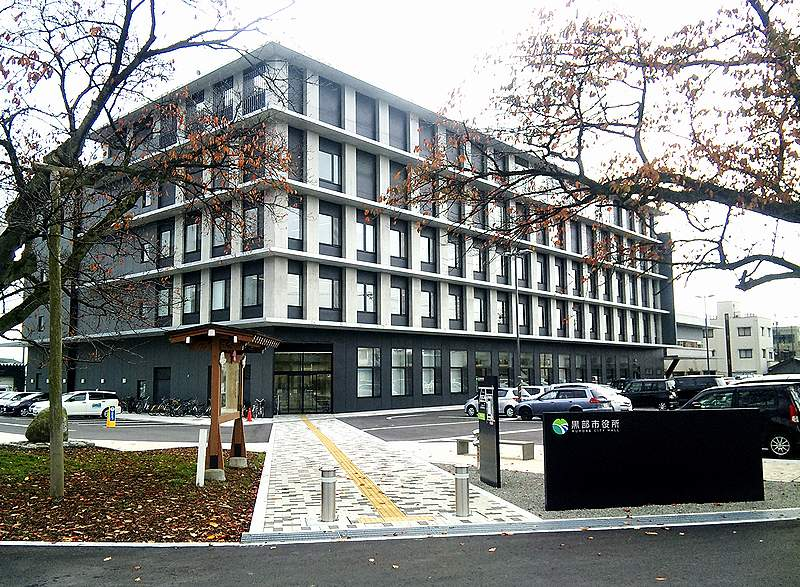
市庁舎東側入口

## 沿革

### 旧・三日市町役場→桜井町役場
- 1923年（大正12年）10月 - 三日市小学校の移転に伴い、旧黒部庁舎の敷地に位置していた旧小学校校舎（木造2階建て）を町役場に充てる[4][5]。
- 1940年（昭和15年）2月11日 - 桜井町発足に伴い、桜井町役場となる。

### 旧・黒部庁舎
- 1950年10月 - 当時の桜井町の役場として着工[7]。
- 1951年
  - 10月初旬 - 鉄筋コンクリート造3階建ての役場庁舎が竣工[7]。
  - 11月10日 - 竣工式[7][8][9]。桜井町制10周年記念事業として建設された[10]。
- 1954年4月1日 - 黒部市の市制施行により桜井町役場（桜井町三日市725番地）は黒部市役所庁舎となる[7][11]。
- 1962年11月 - 庁舎東側を増築[7]。
- 2006年3月31日 - 宇奈月町との合併で現・黒部市が新設されたことに伴い、黒部庁舎となる[7]。
- 2020年10月 - 2021年3月 - 解体工事を実施[12]。

この他、上下水道部が入居している分室がそばに存在していた。
旧黒部庁舎の跡地には黒部市立図書館、黒部市民会館などの機能を統合した『くろべ市民交流センター』（通称、あおーよ）が建設され、2023年10月6日にオープンした。

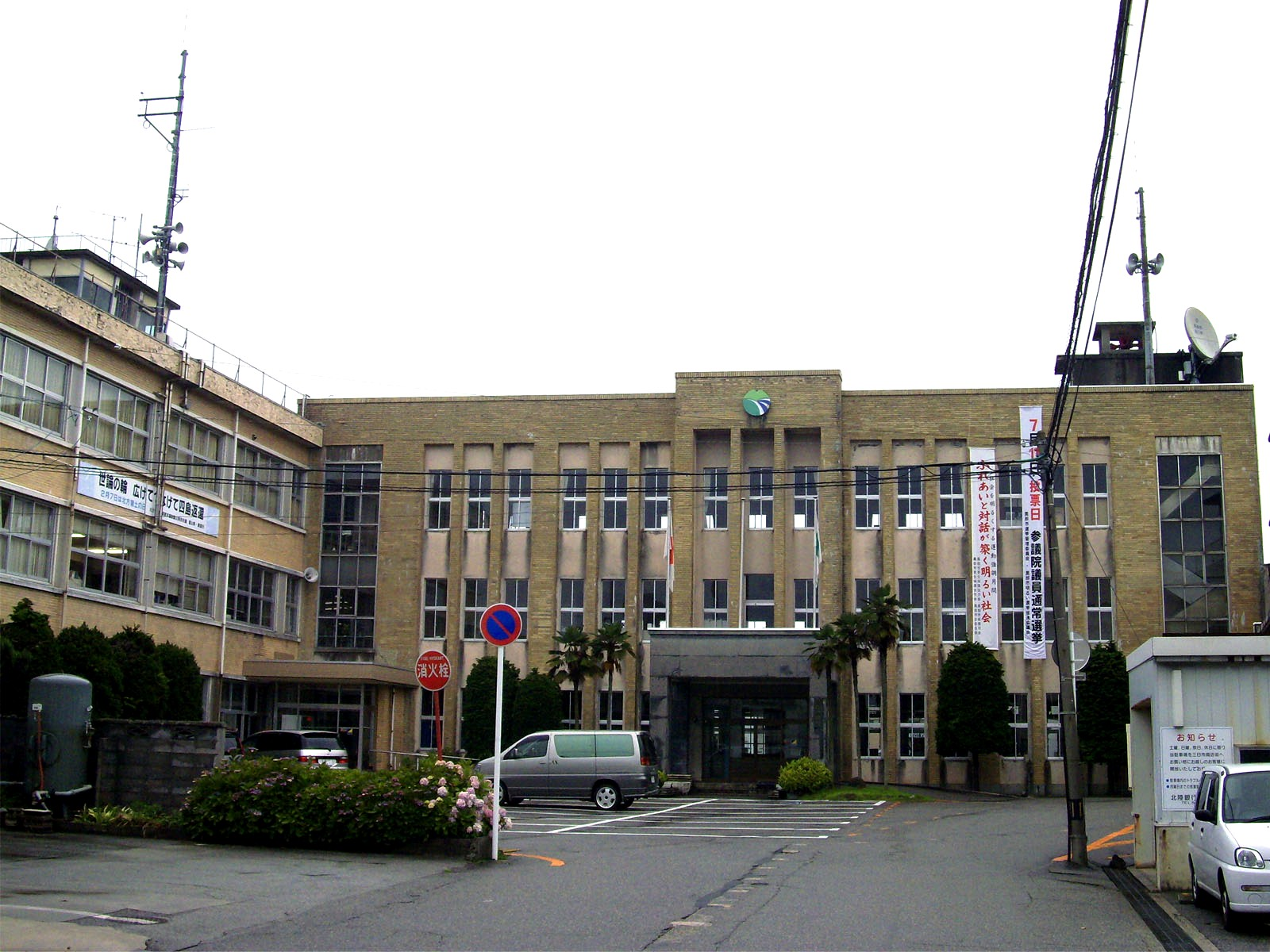
旧市役所黒部庁舎
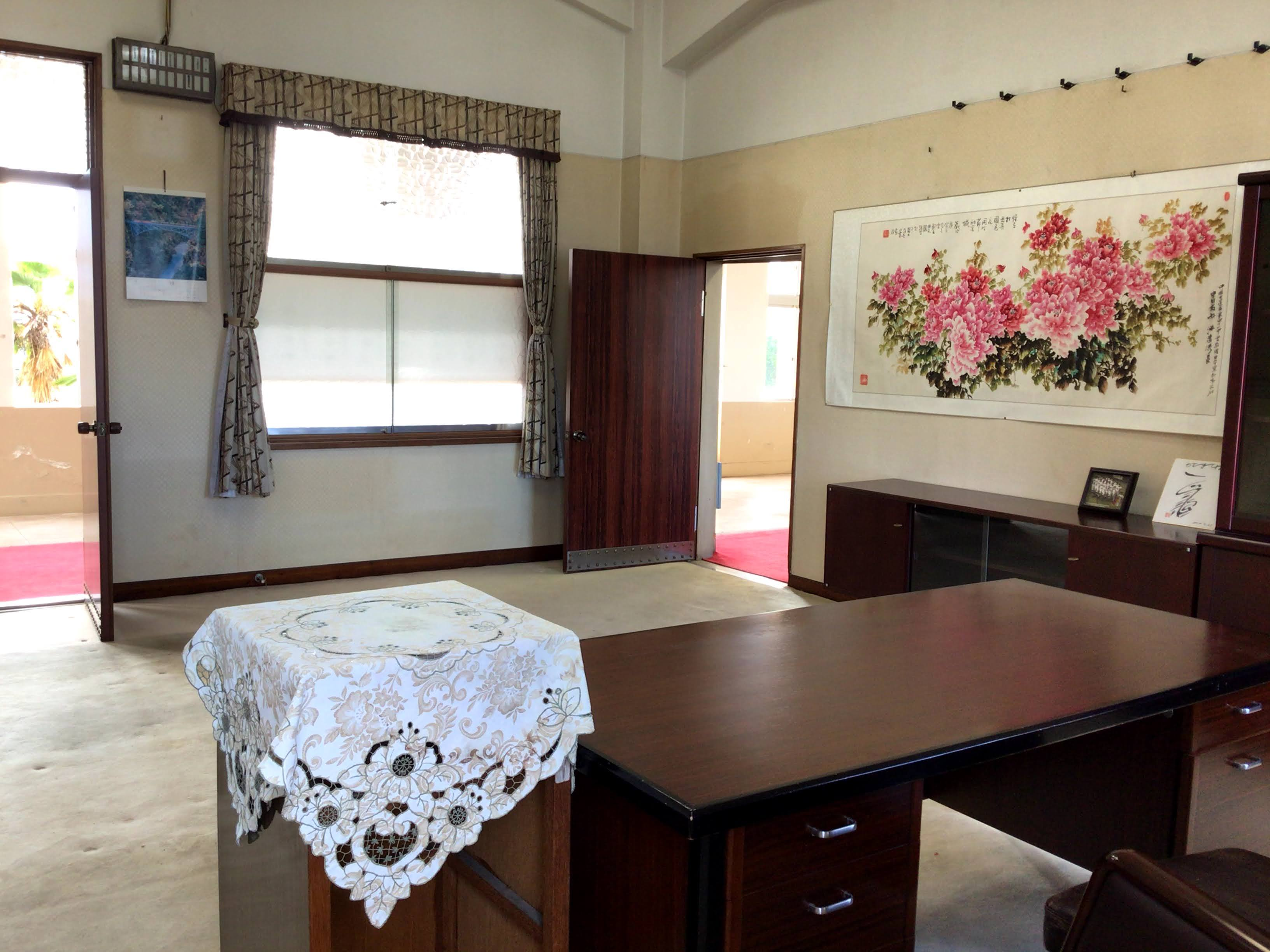
旧黒部市庁舎市長室
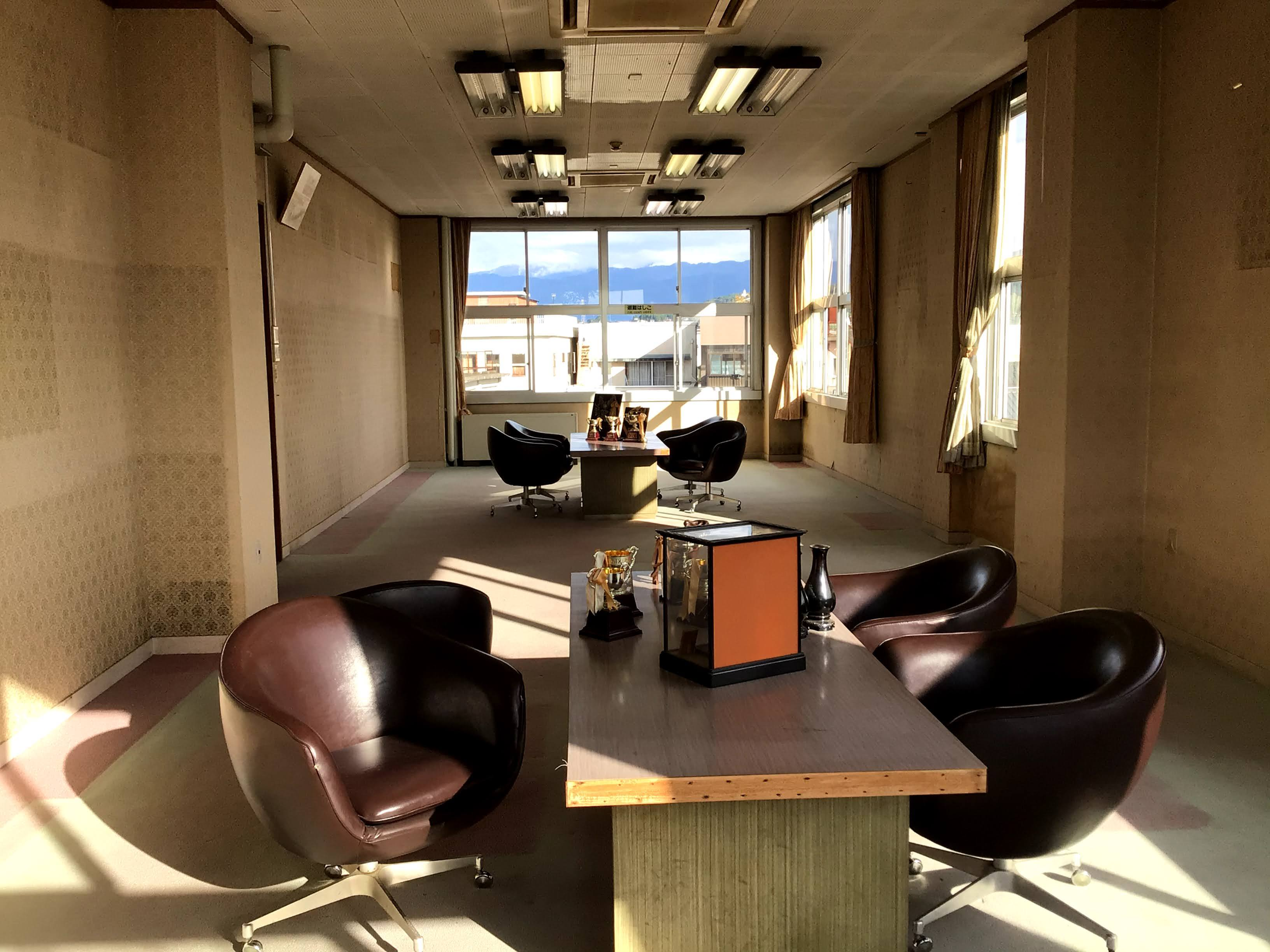
旧黒部市庁舎議員室
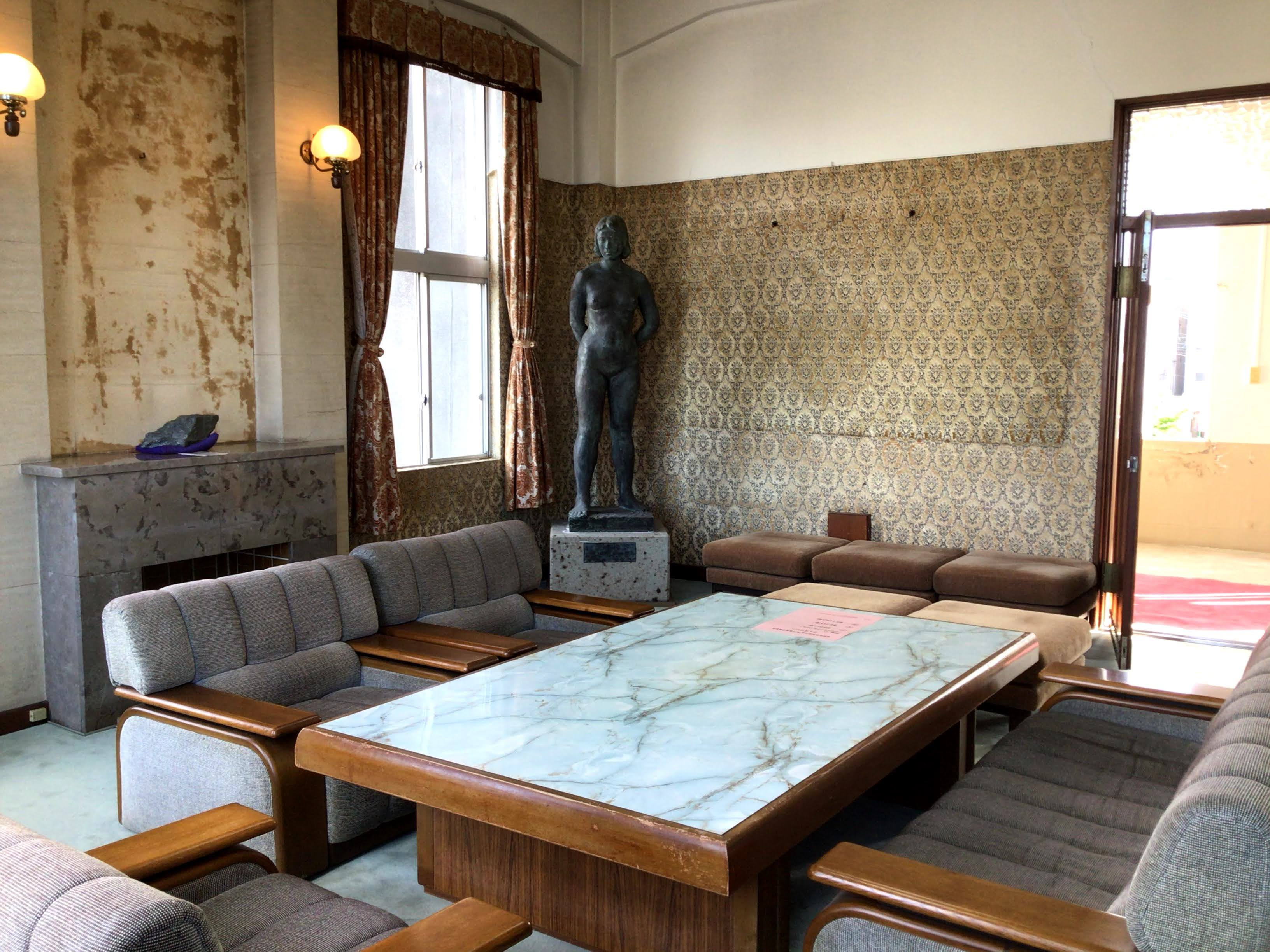
旧黒部市庁舎応接
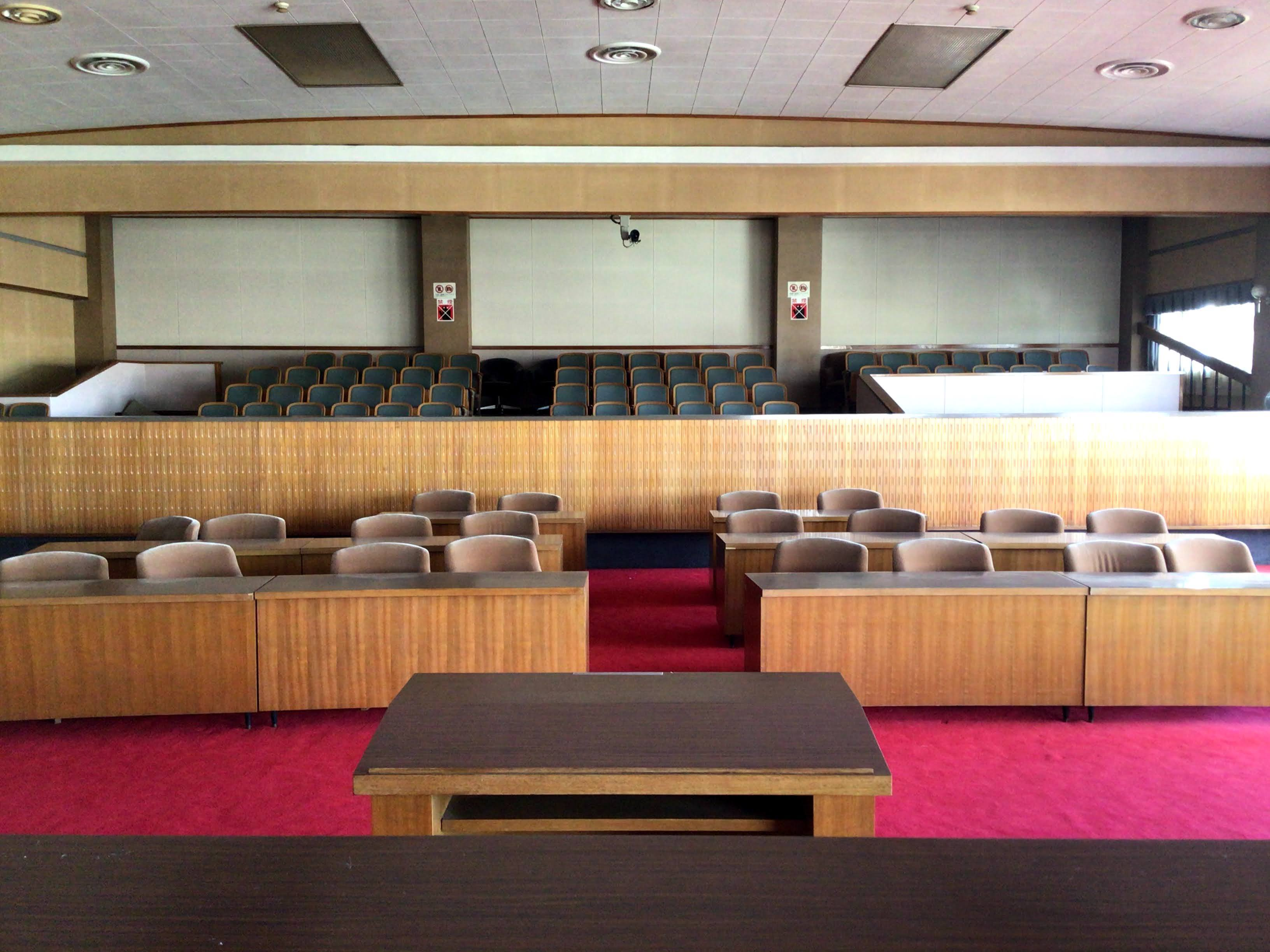
旧黒部市庁舎議場
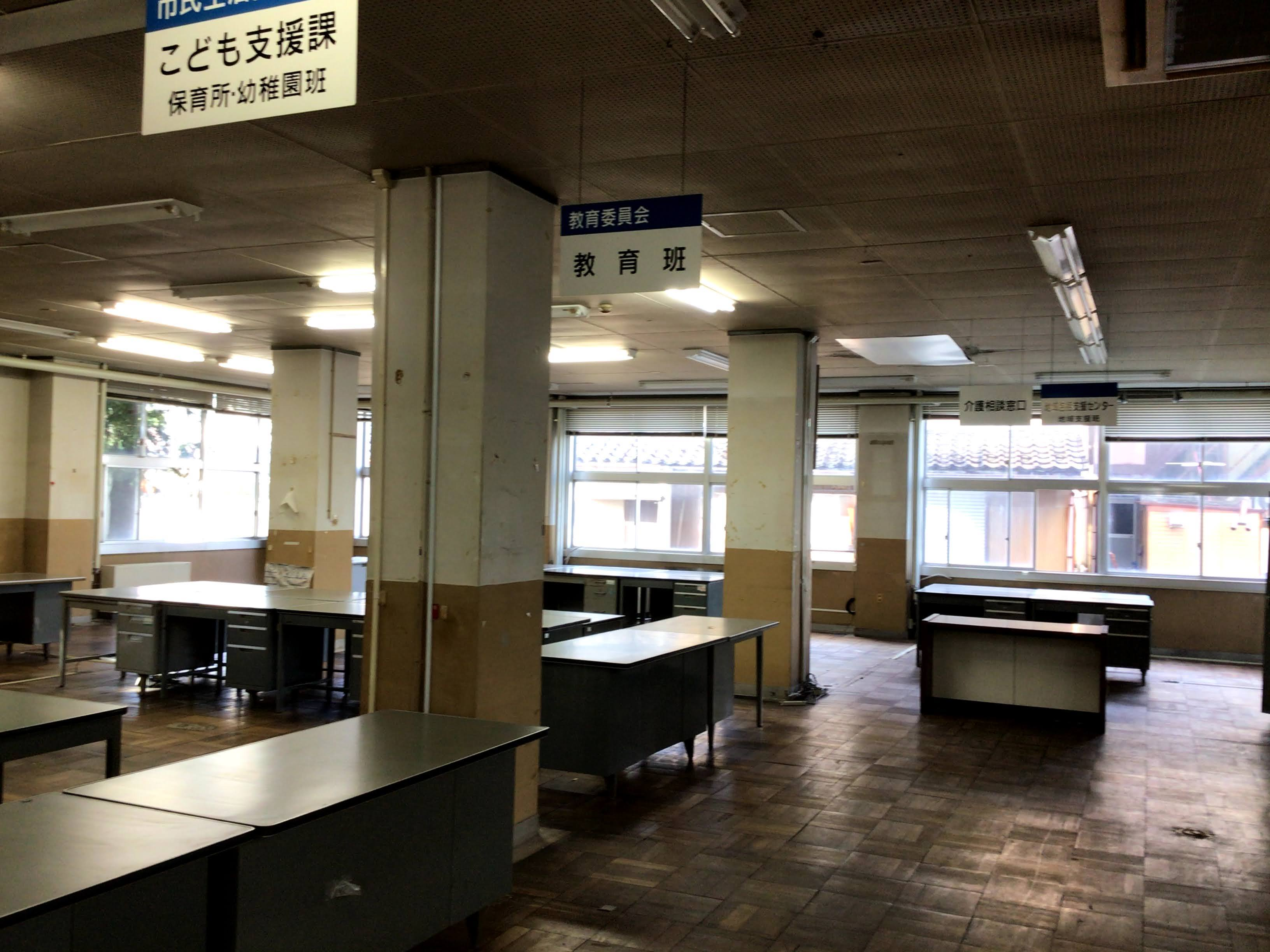
旧黒部市庁舎の様子
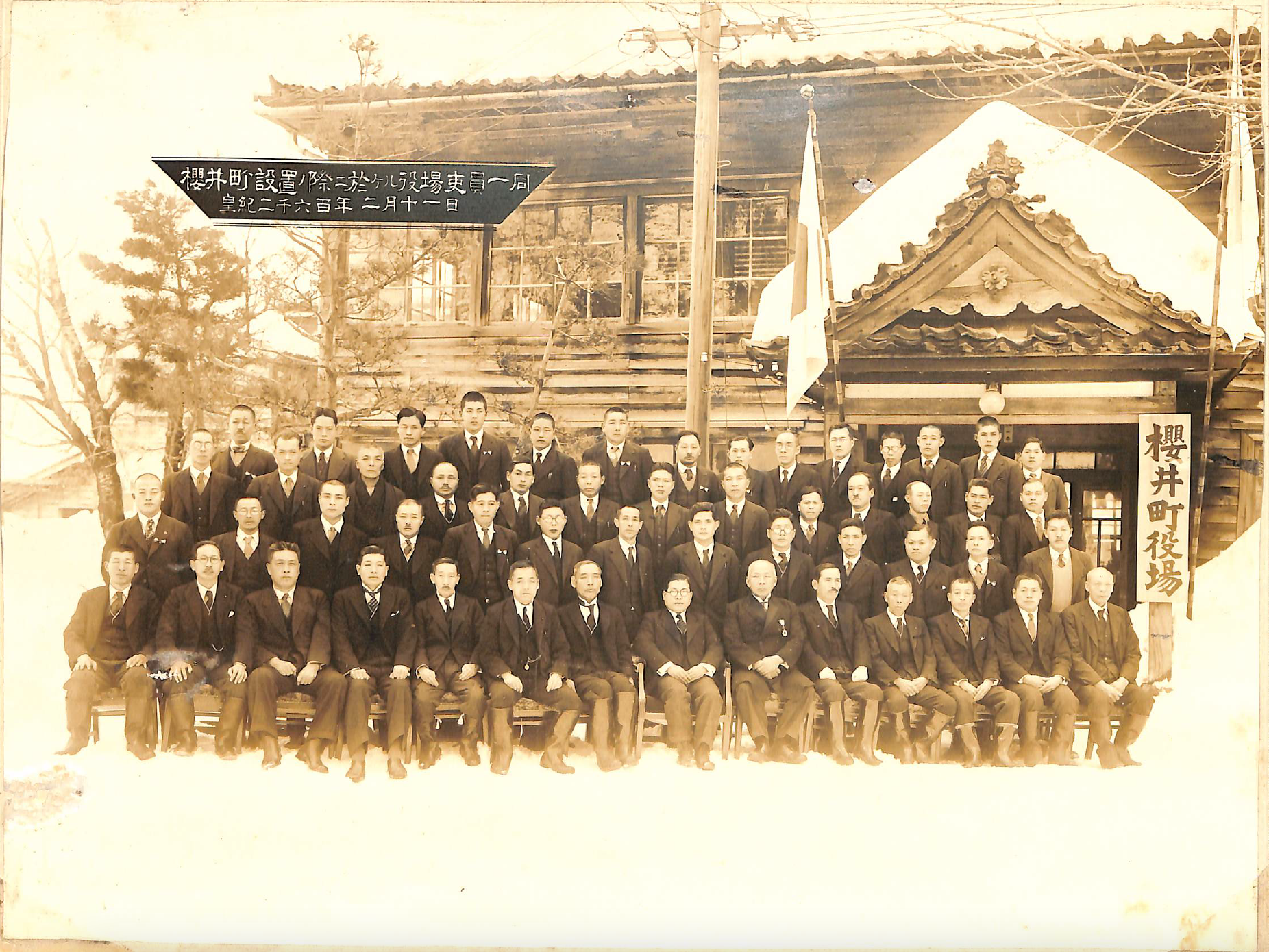
旧黒部市庁舎の前身となる桜井町役場

### 旧・宇奈月庁舎
- 1954年7月10日 - 宇奈月町成立当初は旧内山村役場を本庁に充て、五課（総務、財務、厚生、産業、建設）と3支所が置かれていた[15]。
- 1957年2月11日 - 宇奈月町役場庁舎を新築。それまでは旧内山村役場を町役場に充てていた[16][17]。
- 1972年12月 - 新館竣工[18][19]。
- 1984年
  - 3月 - 町議会で増改築予算が可決[18]。
  - 6月15日 - 旧庁舎裏にて新庁舎着工。既存の別館は新庁舎と廊下で接続する形とした[18]。
- 1985年4月 - 地上4階一部5階建ての新館庁舎竣工[16][18]。
- 2006年3月31日 - 旧・黒部市との合併で現・黒部市が新設されたことに伴い、宇奈月庁舎となる[16]。

現在は現庁舎への統合に伴い、宇奈月市民サービスセンターとなっている。

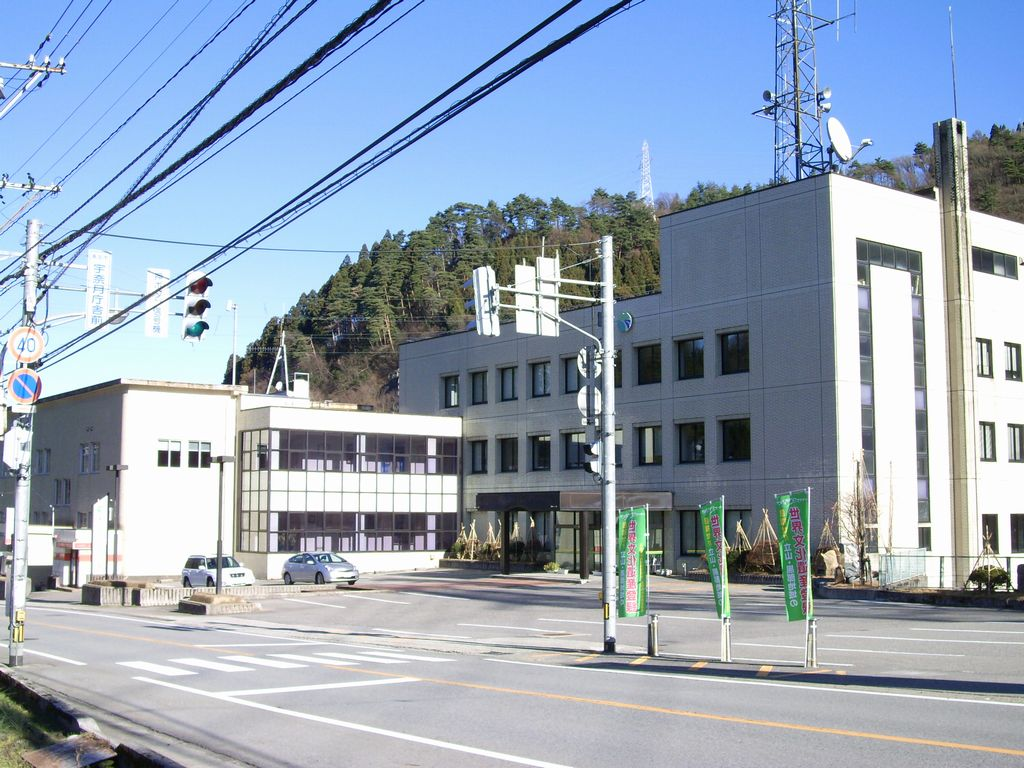
旧宇奈月町役場→黒部市役所宇奈月庁舎→黒部市宇奈月市民サービスセンター

### 現庁舎
- 1978年4月 - 『黒部市庁舎建設基金条例』を制定し、積立を開始[1]。
- 2007年9月 - 第1次黒部市総合振興計画において新市庁舎建設を重点プロジェクトと位置付け[1]。
- 2013年10月 - 着工[1]。
- 2015年
  - 9月 - 竣工[1]。
  - 10月13日 - 開庁[1]。旧黒部庁舎・宇奈月庁舎の業務を一本化する[2]。

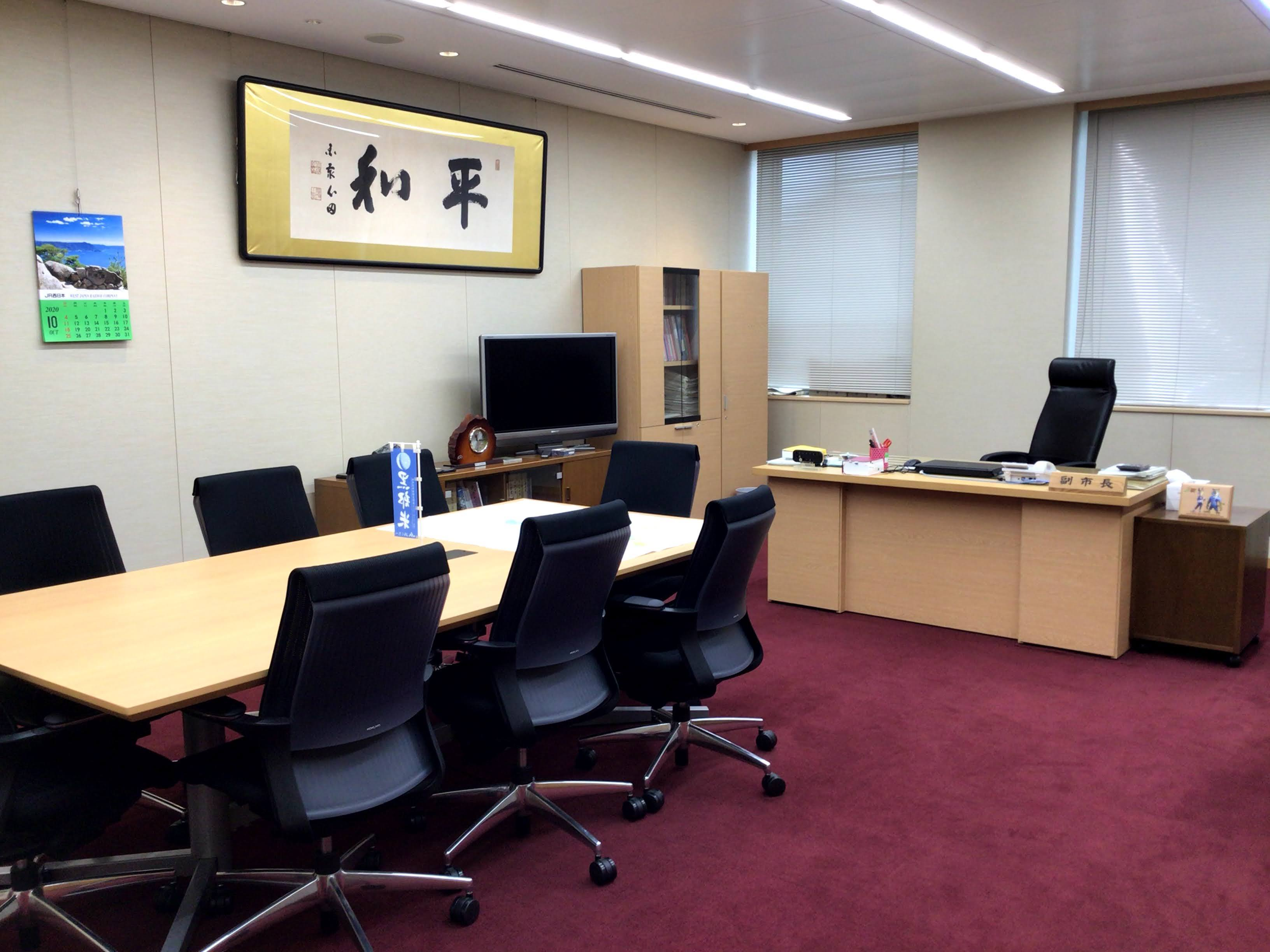
黒部市役所副市長室
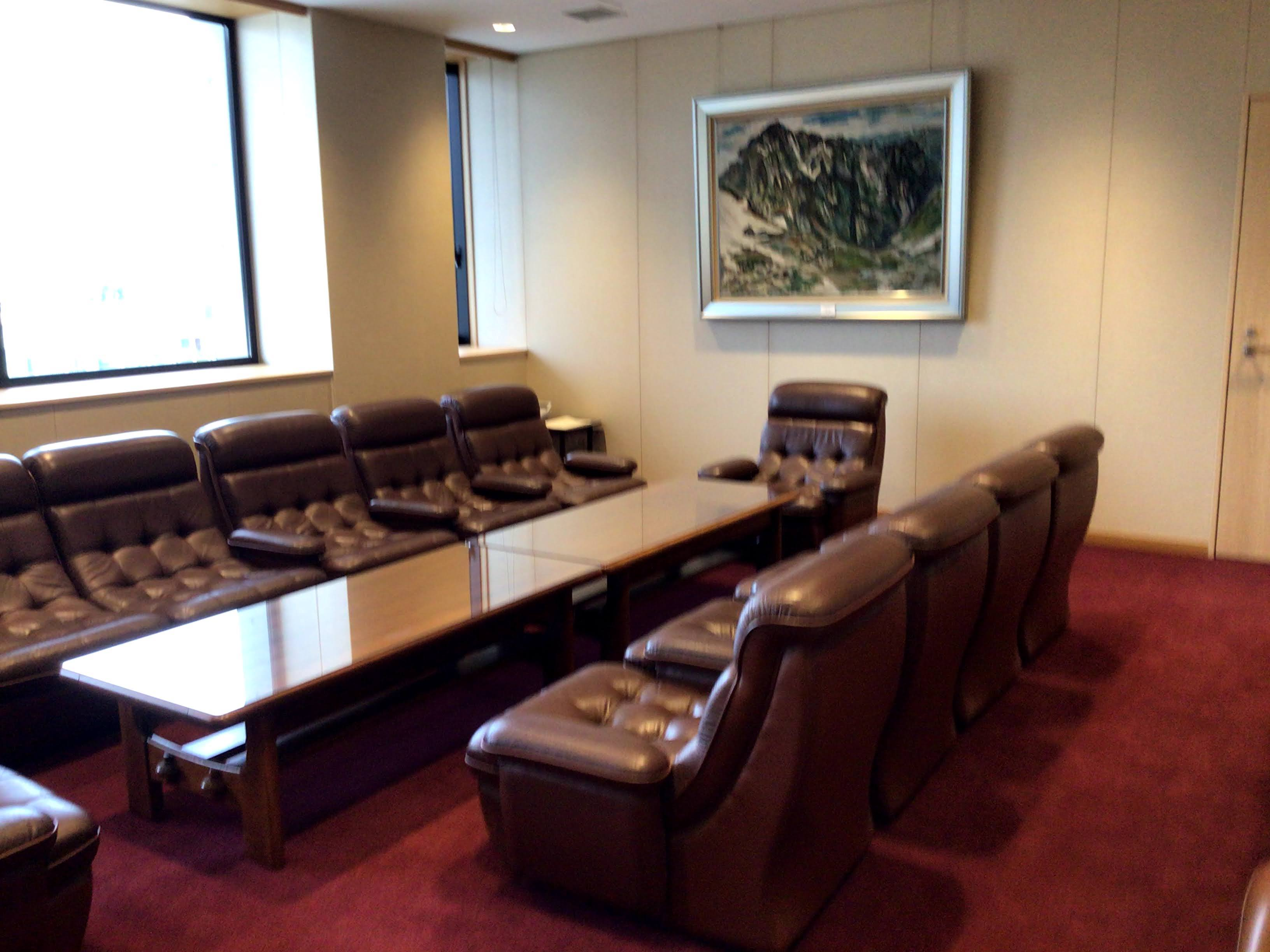
黒部市役所応接室
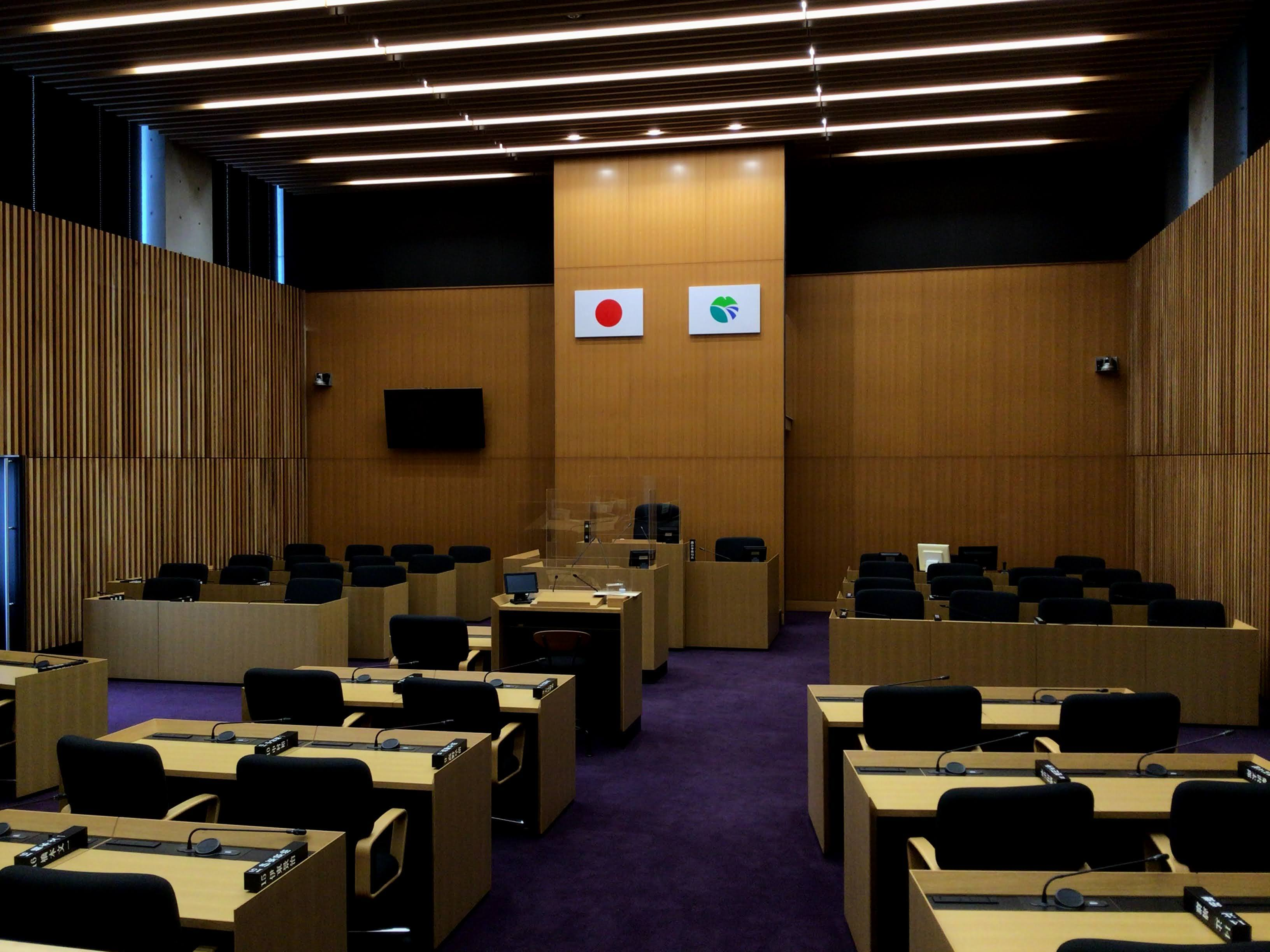
黒部市役所議場

## 開庁時間
- 月曜日から金曜日の8時30分から17時15分（一部窓口は17時45分まで）。
- 土曜日・日曜日・祝日・年末年始は閉庁。

## 周辺
- 電鉄黒部駅
- 東三日市駅
- 黒部市民病院
- 黒部市立桜井小学校
- 富山県立桜井高等学校
- 黒部ショッピングセンター メルシー